# 派珀PA-31
派珀PA-31納瓦荷契夫頓（英語：Piper PA-31 Navajo），是雙螺旋槳式的飛機。

## 設計

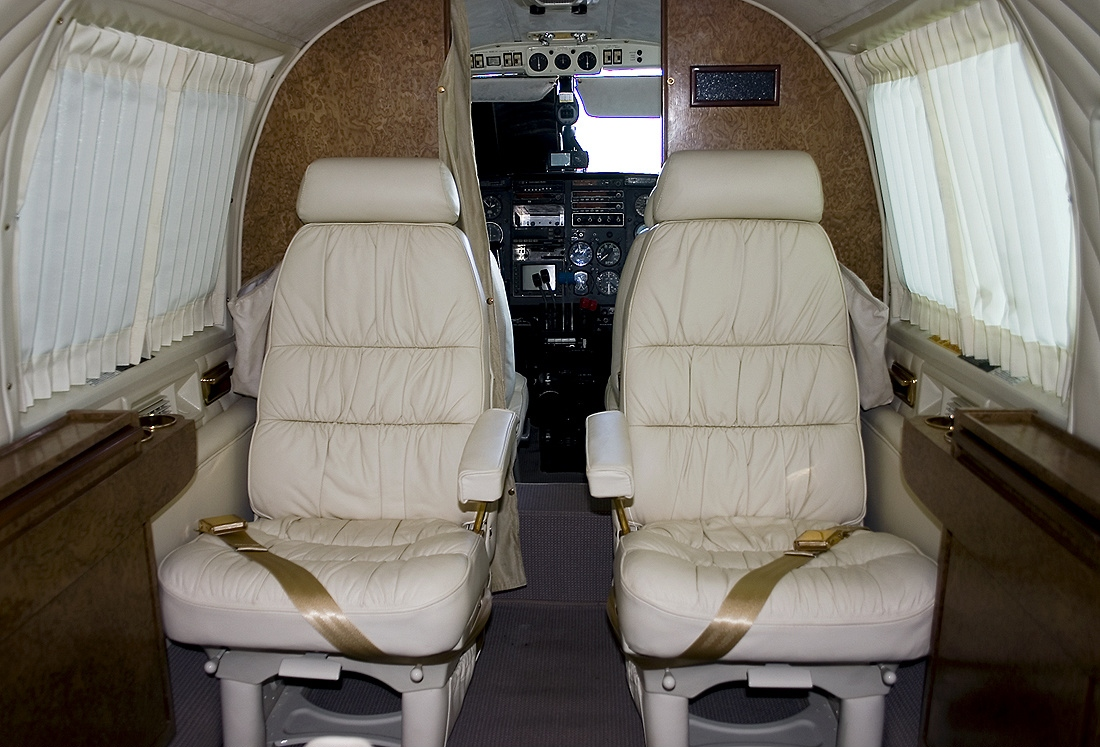
客艙

派珀PA-31是一種雙螺旋槳式的飛機。